# Hamina
Hamina (švédsky Fredrikshamn) je město ve Finsku. Nachází se v provincii Kymenlaakso 145 km východně od Helsinek a 40 km západně od ruských hranic. Žije v něm přibližně 20 tisíc obyvatel. Finové tvoří 96 % obyvatel.
První písemná zmínka o vesnici jménem Vehkalahti pochází z roku 1336, roku 1653 dostala osada městská práva pod názvem Veckelax Nystad. Původní osídlení zaniklo během severní války a v roce 1723 bylo založeno nové město s velkou pevností, které dostalo název Fredrikshamn podle švédského krále Frederika I. Roku 1743 město zabrali Rusové. V roce 1809 zde byl uzavřen Fredrikshamnský mír. Od roku 1918 je Hamina součástí nezávislého Finska.
Hamina je známá díky vojenské škole (Reserviupseerikoulu). Spojený přístav Haminy a Kotky na pobřeží Finského zálivu je největším obchodním přístavem ve Finsku. Budova bývalé papírny je od roku 2011 sídlem datového centra společnosti Google, která toto místo vybrala díky dostatku studené vody potřebné k chlazení serverů. Architektonickými památkami jsou neoklasicistní radnice podle projektu Carla Ludwiga Engela, zámek Reitkalli a středověký chrám sv. Marie přestavěný roku 1828.
V Hamině se narodil malíř Hugo Simberg. Město je dějištěm románu Antti Tuomainena Než natáhnu brka.